# جون دبليو. جان
جون ويرنر جان (بالإنجليزية: John W. Cahn)‏ (9 يناير 1928 - 14 مارس 2016) عالم أمريكي حصل على قلادة العلوم الوطنية لعام 1998. وُلد في كولونيا، جمهورية فايمار، عمل أستاذًا في قسم علم الفلزات في معهد ماساتشوستس للتكنولوجيا من عام 1964 إلى عام 1978. منذ عام 1977، شغل منصبًا في المعهد الوطني للمعايير والتقنية (المعروف سابقًا بالمكتب الوطني للمعايير). كان لجان تأثير كبير على مسار أبحاث المواد أثناء حياته المهنية. اشتهر في مجال الديناميكا الحرارية، إذ طبق القوانين الأساسية للديناميكا الحرارية لوصف مجموعة واسعة من الظواهر الفيزيائية والتنبؤ بها.

## السيرة الذاتية
وُلد هانز ويرنر جان في كولونيا بألمانيا لعائلة يهودية. عمل والده محاميًا مناهضًا للنازية وأمه فني أشعة سينية.
بعد استيلاء النازية على السلطة في عام 1933، نجى جان الأكبر من الاعتقال بسبب تحذير مُسبق تلقاه من محامٍ زميل. هربت الأسرة من ألمانيا وانتهى الحال بها في أمستردام. هاجروا إلى أمريكا في عام 1939، حيث أصبح اسم هانز جون. بينما لقي أغلب أفراد أسرته حتفهم بالهولوكوست في أوروبا.
استقر آل جان في مدينة نيويورك. أصبح جون مواطنًا أمريكيًا في عام 1945. خدم في جيش الولايات المتحدة في اليابان أثناء احتلال الحلفاء لها.
حصل جان على درجة البكالوريوس في الكيمياء في عام 1949 من جامعة ميتشغان. ثم حصل على شهادة دكتوراه في الكيمياء الفيزيائية عام 1953 من جامعة كاليفورنيا في بيركلي. عنوان أطروحته الدكتوراه هو «أكسدة نظائر الهيدرازين» وكان ريتشارد إدوارد باول مشرف أطروحته.
في عام 1954، انضم جان إلى جهود البحث في مجال المعادن الكيميائية في مختبر جنرال إلكتريك في سكنيكتادي، نيويورك، بقيادة ديفيد تيرنبول. اضطلع تيرنبول بعمل رائد في مجال الحركة التفاعلية للتنوي، وانصب تركيز المجموعة على فهم الديناميكا الحرارية وعلم حركة التحول الطوري في المواد الصلبة.
في عام 1964، أصبح جان أستاذًا في قسم علم المعادن (علم المواد حاليًا) في معهد ماساتشوستس للتكنولوجيا. ثم غادر معهد ماساتشوستس للتكنولوجيا في عام 1978. في عام 1969، بدأ جان علاقة مهنية طويلة مع طالب الدراسات العليا فرانسيس لارشي، والذي تمحور عمله حول تأثير الإجهاد الميكانيكي على الديناميكا الحرارية للمواد الصلبة. يمثل نهج جان ولارشي الركيزة الأساسية للتعامل مع الديناميكا الحرارية للمواد المُجهدَة. تُعد المناطق القريبة من الترسبات المتماسكة وحقول الإجهاد حول المتفككة من الأمثلة الجيدة على هذه الظاهرة.
في عام 1972، عمل جان مع ديفيد هوفمان على صياغة الديناميكا الحرارية القائمة على النواقل لوصف الديناميكا الحرارية للأسطح، وهي صيغة ضرورية في دراسة المواد متباينة الخواص. يُعرف ذلك أيضًا بصيغة الناقلات الشعرية لطاقات الأسطح. انطوت المسائل الرياضية لهذا البحث على مفهوم المعايير، على الرغم من عدم علم جان وهوفمان بذلك آنذاك.
في عام 1975، عمل جان مع الطالب الجامعي سام آلت على التحول الطوري في سبائك الحديد، بما في ذلك التحول التنظيمي. نتج عن هذا العمل استحداث معادلة آلن-جان.
عمل أستاذًا منتسبًا في جامعة واشنطن منذ عام 1984.